# Commercial Bank Group
Commercial Bank Group és una organització de serveis financers de l'Àfrica central. La seu del grup es troba a Douala, Camerun, amb filials a Camerun, el Txad, República Centreafricana, Guinea Equatorial i São Tomé i Príncipe.

## Informació general
El Commercial Bank Group és el més gran conglomerat d'empreses de serveis financers a l'Àfrica central, amb filials a cinc països. Les institucions membres serveixen tant a persones com a empreses, amb èmfasi en les petites i mitjanes empreses (pimes).

## Empreses membres
Les empreses que formen el Commercial Bank Group inclouen les següents (tot i que no hi són totes):
- Commercial Bank of Cameroon (CBC) -  Camerun
- Commercial Bank Chad (CBT) -  Txad
- Commercial Bank Centrafrique (CBCA) -  República Centreafricana
- Commercial Bank Equatorial Guinea (CBGE) -  Guinea Equatorial
- Commercial Bank São Tomé and Príncipe (CBSTP) -  São Tomé i Príncipe
- SFA Financial Products -  Camerun - Commercial Bank Group té el 51.4% de les accions.[3]

## Propietat
Les empreses membres del grup són de propietat privada. El 2005 Commercial Bank Group va crear una societat holding bancari anomenat Capital Financial Holdings S.A. (CFH), que és l'entitat controladora de cadascuna de les empreses filials. CFH té la seu a Luxemburg, però manté una sucursal a Yaoundé, Camerun.